# Rewal
Rewal (do 1945 niem. Rewahl; od 1945 początkowo Pamiątkowice) – wieś, miejscowość wypoczynkowa z kąpieliskiem morskim i przystanią morską w północno-zachodniej Polsce, w województwie zachodniopomorskim, w powiecie gryfickim, siedziba gminy Rewal. Położona nad Morzem Bałtyckim, na Pobrzeżu Szczecińskim.
Według danych z lutego 2018 r. wieś miała 1041 mieszkańców.

## Położenie
Wieś leży w zachodniej części wybrzeża woj. zachodniopomorskiego, w północno-zachodniej części powiatu gryfickiego.
Rewal położony jest w środkowej części Wybrzeża Trzebiatowskiego, na utworach morenowych w kilku miejscach odsłoniętych przez formy akumulacji eolicznej. Na terenie wsi na wysokości erozyjnego obniżenia nadmorskiego klifu powstała wydma nadmorska.
W latach 1946–1998 miejscowość położona była w województwie szczecińskim.

## Historia
Pierwsza wzmianka o Rewalu pochodzi z 1434 roku. W 1466 właścicielami wsi stał się ród Flemmingów. Rewal widnieje na Wielkiej Mapie Księstwa Pomorskiego Lubinusa z 1618 jako Raval. Niemiecka nazwa miejscowości Revahl została odnotowana w 1628 roku. Pierwsi letnicy zaczęli przyjeżdżać do Rewala w latach 30. XIX w, kurort reklamował się stosowaniem ciepłych kąpieli morskich. Od 1 lipca 1896 roku przez Rewal prowadzi pierwsza, zachodnia linia Gryfickiej Kolei Wąskotorowej łącząca wówczas Gryfice z Niechorzem. 1 maja 1913 roku Rewal uzyskał kolejowe połączenie z Trzebiatowem.
W latach międzywojennych Rewal stał się dość popularnym kąpieliskiem morskim. Powstał tu szereg pensjonatów i prywatnych willi. Po II wojnie światowej, głównie w oparciu o nie, rozwinęło się tu wczasowisko, łatwo dostępne dzięki kolei wąskotorowej i komunikacji autobusowej PKS. Pod koniec lat 60. działały tu 4 ośrodki wypoczynkowe Funduszu Wczasów Pracowniczych („Gwiazda”, „Idylla”, „Maryla”. „Radość”), dysponujące ok. 750 miejscami noclegowymi w 27 budynkach. Goście mieli do dyspozycji m.in. świetlice z telewizorami, biblioteki, klubo-kawiarnię FWP z dancingiem, korty tenisowe.

## Zabudowa miejscowości

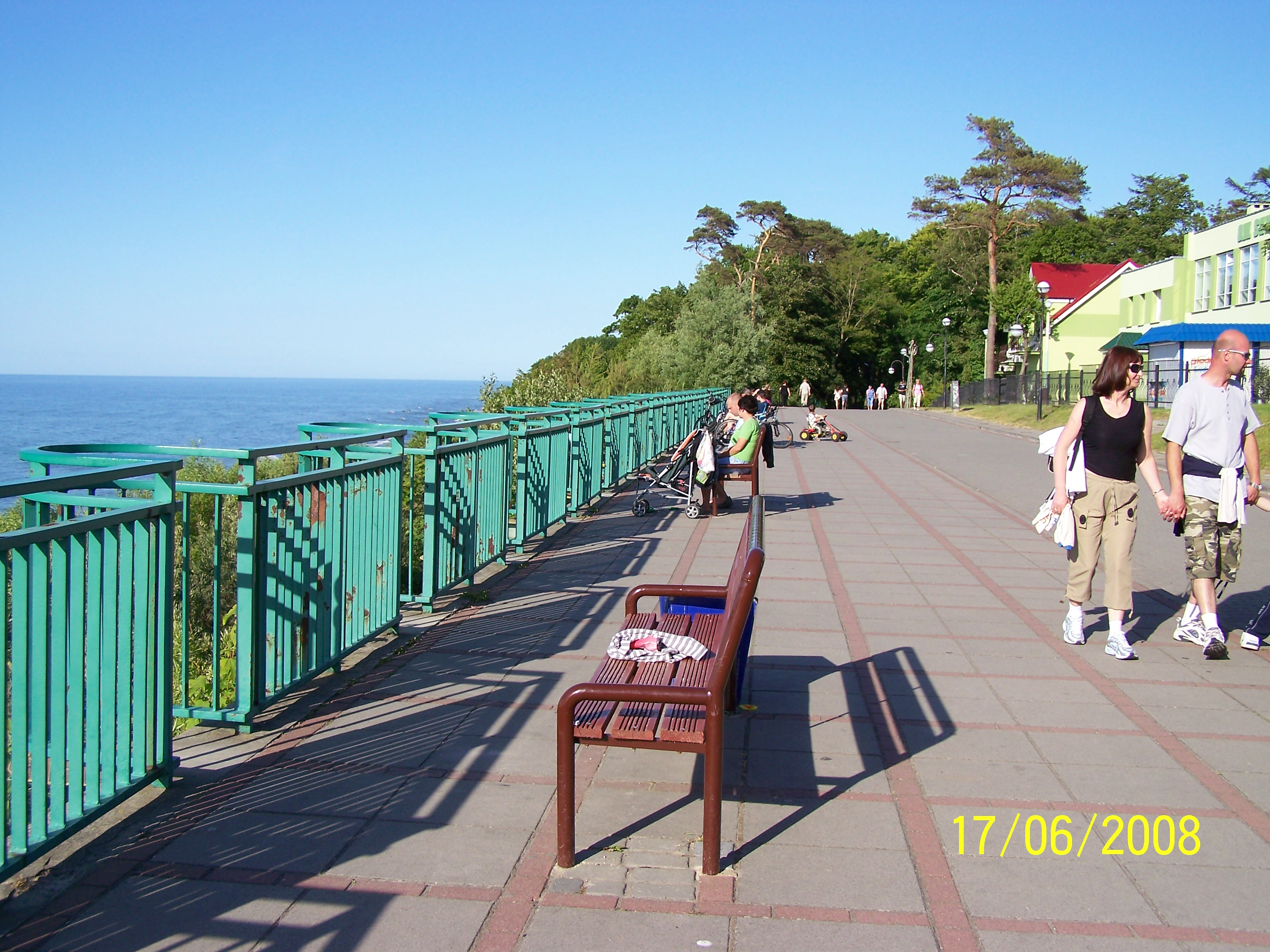
Taras widokowy na wydmie nadmorskiej

W Rewalu zauważalna jest silna antropopresja na pasie wydm nadmorskich. Zabudowa miejscowości zlokalizowana jest na najwyższej części nadmorskiego klifu.
Osada zabudowana jest niskimi budowlami. Rewal nadal posiada swoją małą bazę rybacką. W 2009, nad brzegiem morza (przy ul. Sikorskiego) wybudowano nowe zejście na plaże z platformą widokową usytuowaną na wysokości 12,5 m n.p.m. Zabudowa wsi m.in. z początku XX wieku.
W rejestrze zabytków znajduje się dworzec kolei wąskotorowej z przełomu XIX/XX wieku Nadmorskiej Kolei Wąskotorowej, która przebiega przez południową część miejscowości.
W Rewalu znajduje się urząd pocztowy, komisariat Policji oraz placówka Straży Granicznej, która obsługuje między innymi morskie przejścia graniczne w Dziwnowie.

## Transport

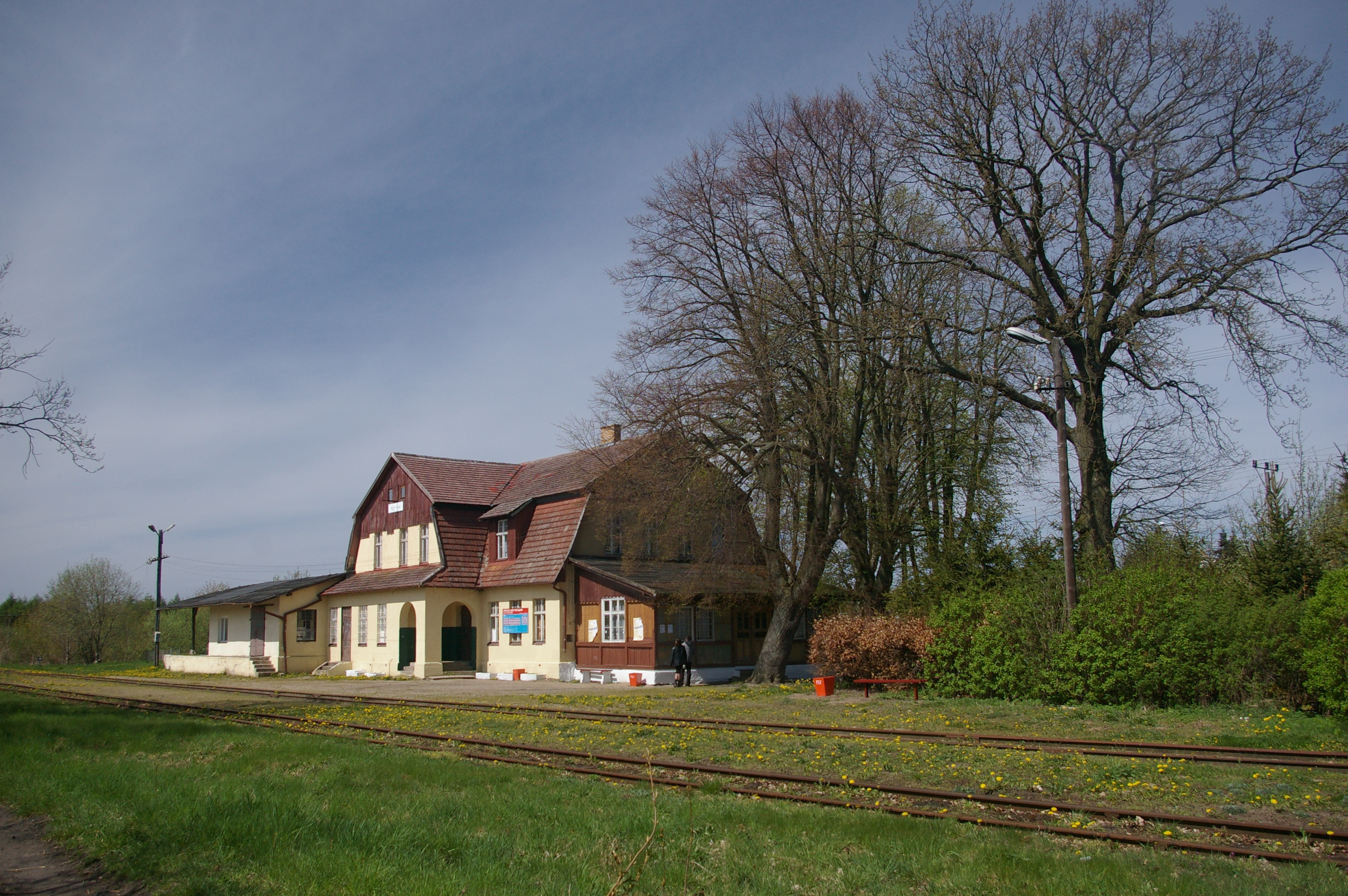
Dworzec kolejki wąskotorowej

Przez Rewal przebiega droga wojewódzka nr 102.
W Rewalu znajduje się dworzec linii Nadmorskiej Kolei Wąskotorowej: Gryfice – Pogorzelica.

## Przystań morska

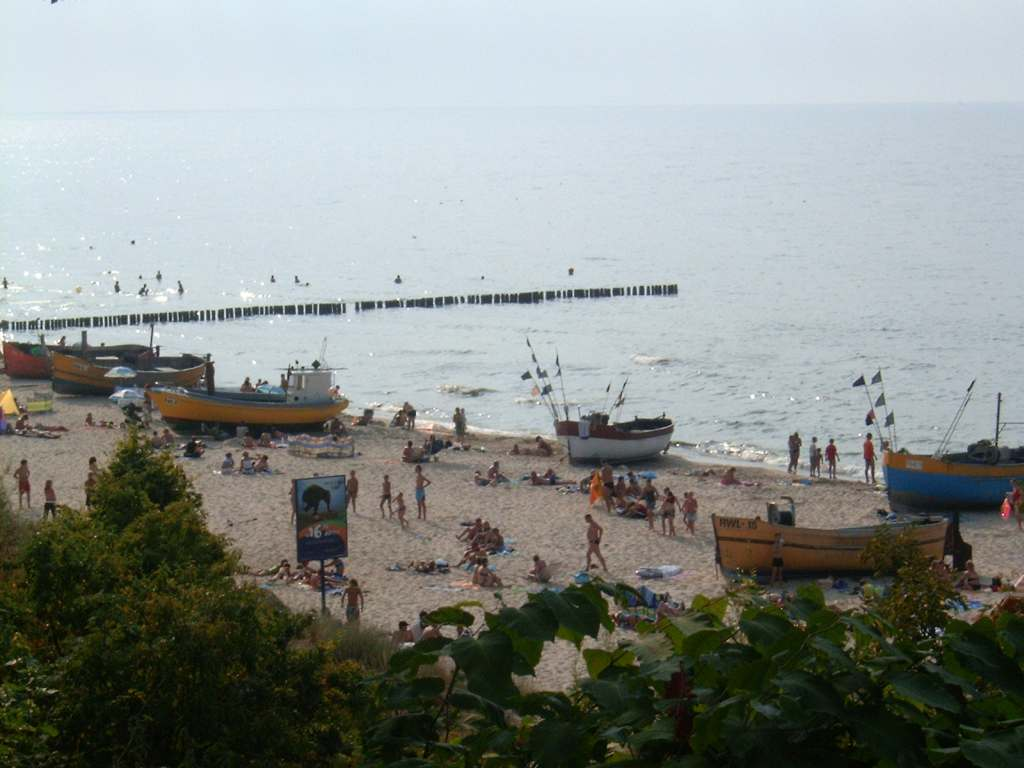
Kutry na plaży

W Rewalu ustanowiono przystań morską dla tutejszych rybaków. Dostęp do przystani zapewnia jedna dalba wyciągowa.
W granicach przystani morskiej znajduje się akwatorium o powierzchni 0,0128 km², które stanowi obszar wód Morza Bałtyckiego o średniej szerokości 100 m, licząc od linii brzegu, położonym naprzeciw części lądowej przystani.

## Społeczność

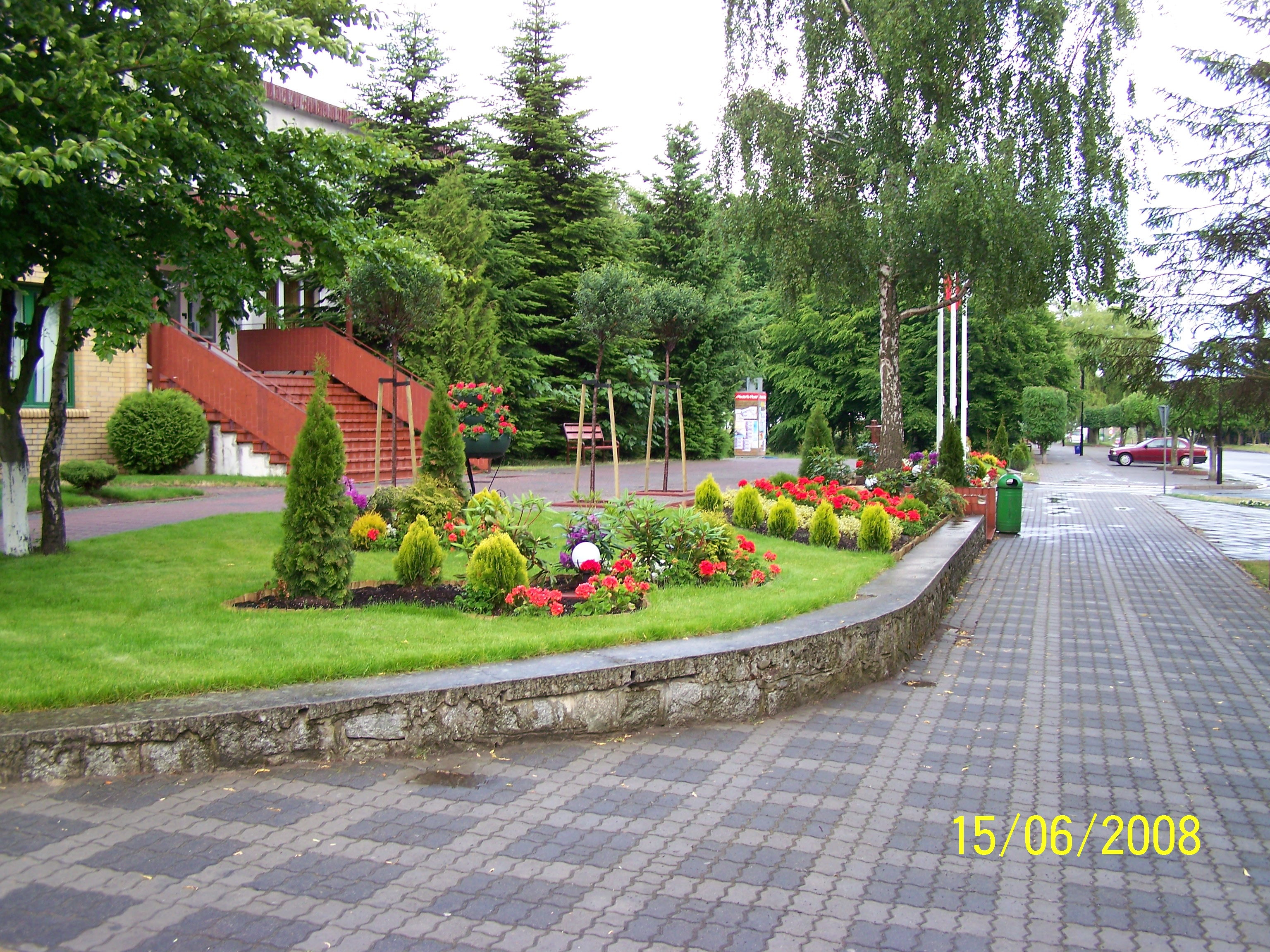
Siedziba Urzędu Gminy Rewal

Samorząd gminy Rewal utworzył jednostkę pomocniczą „Sołectwo Rewal”, obejmujące jedynie miejscowość Rewal. Mieszkańcy wsi wybierają sołtysa oraz radę sołecką, która składa się z 8 osób.
Miejscowość jest siedzibą gminy Rewal.

## Kościół
Obecny kościół pw. Najświętszego Zbawiciela wybudowany został w latach 1976–1978 na miejscu dawnej kaplicy, która pierwotnie była zwykłą szopą rybacką. Obrys kościoła zaprojektowanego przez Zbigniewa Abrahamowicza nawiązuje do kształtu ludzkiego serca. Kościół posiada dużą, amfiteatralną emporę, dzięki czemu może pomieścić do 1500 osób. W prezbiterium znajduje się część środkowa gotyckiego tryptyku ze średniowiecznego kościoła w Trzęsaczu. Pozostałe elementy wyposażenia są współczesne.

## Turystyka

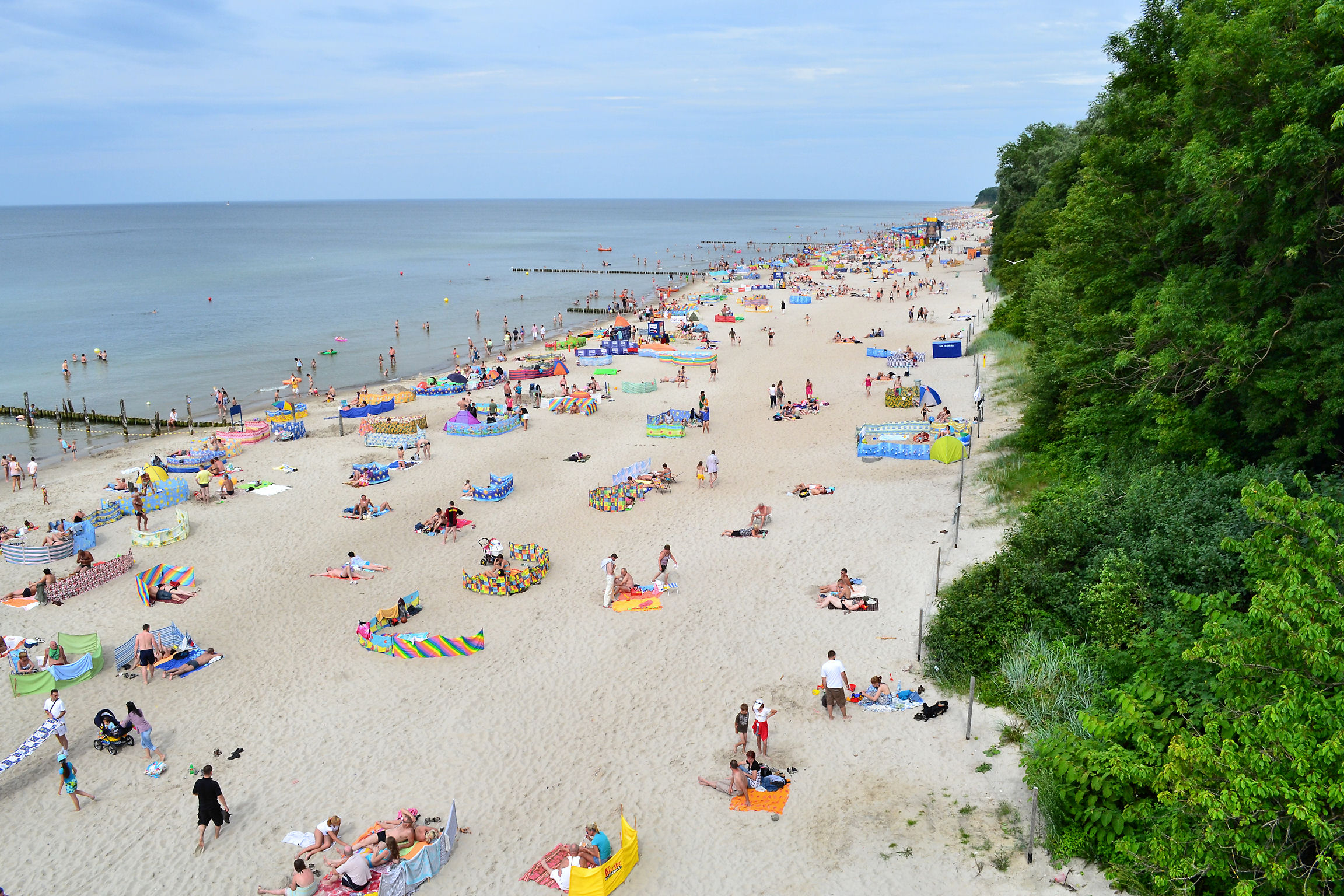
Kąpielisko i plaża

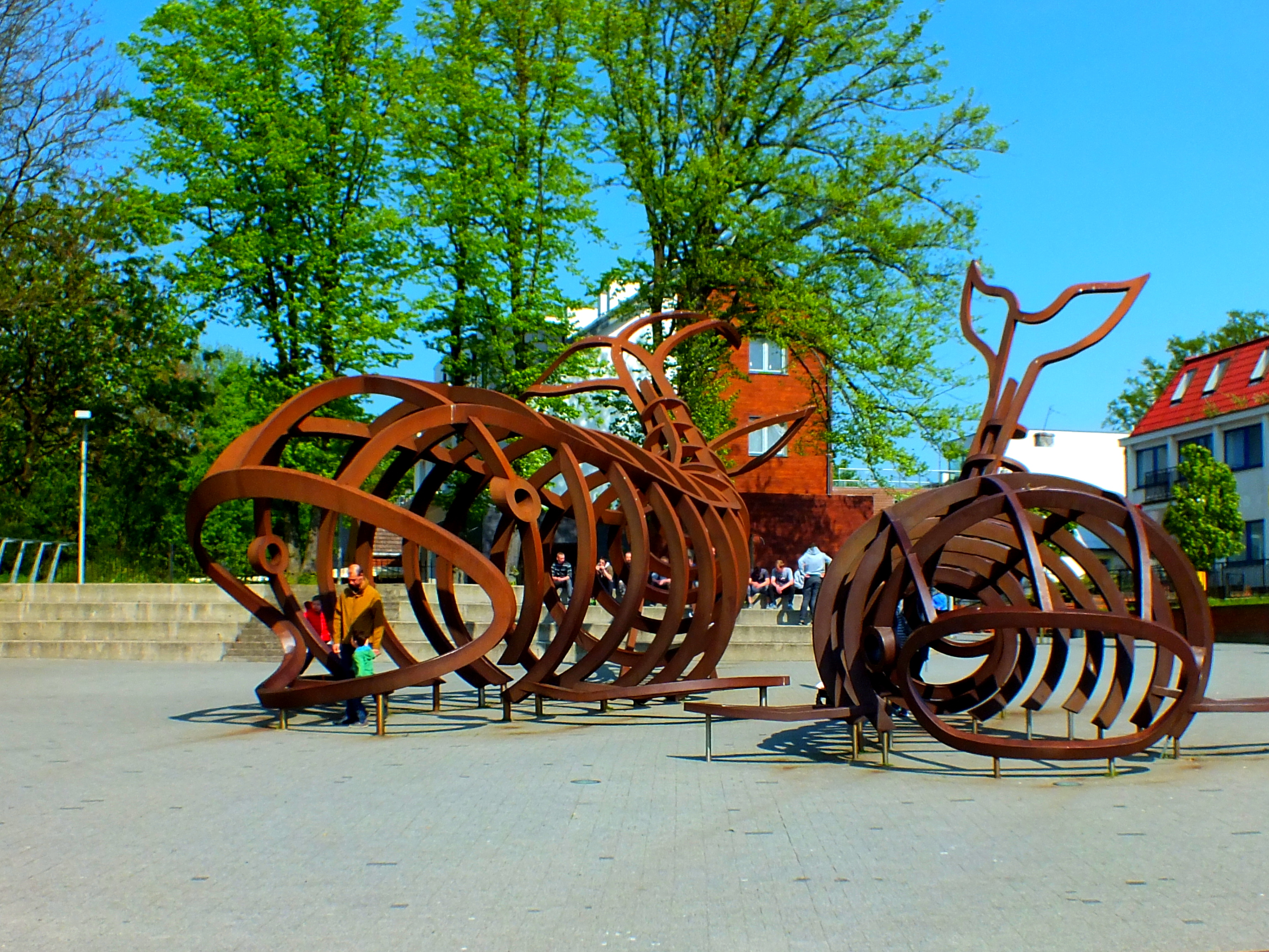
Rzeźba Szkielety Wielorybów autorstwa Wiktora Szostało

W Rewalu nad morzem wyznaczono letnie kąpielisko obejmujące 300 m linii brzegowej.
Przez Rewal przebiega szlak turystyczny:
- Szlak Nadmorski im. Czesława Piskorskiego (Europejski Szlak Dalekobieżny E-9)

- Taras widokowy w Rewalu przy ul. Parkowej na wysokim klifowym brzegu. Jest miejscem nadającym się doskonale do obserwacji zarówno wschodów i zachodów słońca, jak również sztormów na Morzu Bałtyckim.

- Park Wieloryba znajduje się przy ul. Kamieńskiej i jest jedną z największych atrakcji miasta. Znajdują się tutaj repliki wielu gatunków zwierząt, żyjących w różnych wodach całego świata.

## Przyroda
W Rewalu znajdują się 2 pomniki przyrody uznane w 2003 roku. Pierwszy to jesion wyniosły o wysokości 24 m, który rośnie w rozwidleniu ulic Westerplatte i Saperskiej naprzeciwko hotelu „Residens”. Drugim pomnikiem jest ostrokrzew kolczasty o wysokości 5,5 m, przy ul. Westerplatte 5 w linii granicznej pomiędzy posesją a chodnikiem.

## Sport i rekreacja

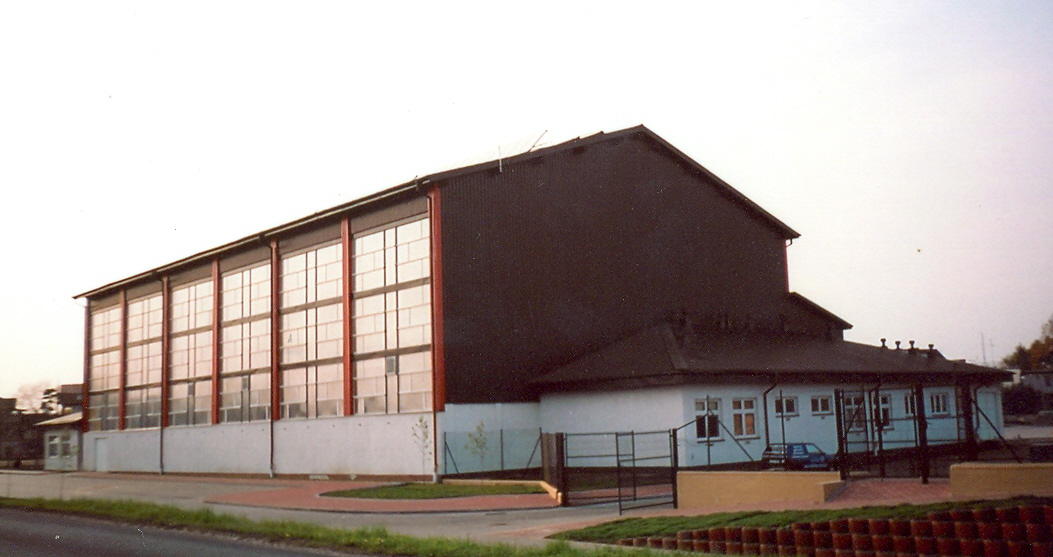
Hala sportowa

Od 1985 r. w Rewalu odbywa się międzynarodowy festiwal szachowy Konik Morski Rewala.
W Rewalu znajduje się kompleks sportowo-rekreacyjny posiadający halę sportową, gdzie mogą odbywać się treningi i mecze piłki siatkowej, piłki ręcznej, piłki halowej, koszykówki oraz badmintona. Hala widowiskowo-sportowa o wysokości 17 m z nawierzchnią parkietową o wymiarach 26 × 45 oraz trybunami z 400 miejscami siedzącymi. Ponadto w Rewalu mieści się oświetlone boisko do piłki nożnej o wymiarach 50 × 90 m z trawą syntetyczną. Wokół boiska znajduje się bieżnia o długości 350 m o nawierzchni tartanowej z 4 torami. Obok 2 skocznie do skoku w dal, plac do pchnięcia kulą, rozbieg do skoku wzwyż, 3 korty tenisowe, skatepark.
W miejscowości siedzibę ma Ludowy Klub Sportowy „Wybrzeże Rewalskie” Rewal, który powstał 27 maja 1973 roku i ma barwy klubowe niebiesko-białe. Zespół rozgrywa mecze w Niechorzu na Stadionie Leśnym o pojemności 1500 miejsc siedzących. Boisko ma wymiary 100 × 75 m oraz oświetlenie 1001 luksów.
W sezonie 2021/2022 klub gra w Klasie Okręgowej grupie zachodniopomorskiej I. 14 listopada 2021 drużyna piłkarska tego klubu odniosła najwyższe notowane zwycięstwo w historii piłki nożnej w Polsce (53:0 w meczu z Pomorzaninem Nowogard).

## Miasta partnerskie
- Wildau (Niemcy)[potrzebny przypis]
- Putbus (Niemcy)[potrzebny przypis]
- Karpacz (Polska)[potrzebny przypis]
- Eutin (Niemcy)